# 8-prenilnaringenina

Estructura química del compuesto 8-prenilnaringenina.

8-prenilnaringenina (8-PN) es un prenilflavonoide encontrado en el lúpulo.

## Propiedades
La 8-prenilnaringenina tiene propiedades anticancerígenas.
Es un prenilflavonoide que ayuda a conservar la densidad ósea.

### Estrogenico
Es el más potente fitoestrógeno conocido.
La 8-prenilnaringenina influye en las hormonas prolactina, hormona luteinizante, y hormona foliculoestimulante.
Muestra efectos de reducción de los sofocos.
La 8-prenilnaringenina es de interés para la terapia de sustitución hormonal.
Como prenilflavonoide actúa recíprocamente, preferentemente con receptor de estrógeno alfa en una fracción tan fuerte como el estradiol. En un estudio de laboratorio, ha estimulado la proliferación células de glándula mamaria.